# Glaphyrus comosus
Glaphyrus comosus es una especie de coleóptero de la familia Glaphyridae.

## Distribución geográfica
Habita en Israel, Jordania, Líbano y  Siria.